# Sensor comestível
Um sensor comestível é um comprimido que contém um sensor ingerível e não invasivo, sua função é monitorar a saúde do corpo humano, enviando dados desde o momento em que foi consumido. Seu principal uso é voltado para monitorar se o paciente está tomando ou não os remédios de maneira correta. Estes sensores são feitos de materiais biocompatíveis que são seguros para consumo e eventualmente degradáveis pelo corpo ou expelidos naturalmente.

## Visão geral
O avanço dos componentes eletrônicos os tornam cada vez menores e mais eficientes Além disso, avanços significativos nas tecnologias de baterias têm visto um aumento substancial na densidade de energia e potência, resultando em dimensões físicas reduzidas que podem funcionar por mais tempo. As cápsulas de detecção ingeríveis são uma tecnologia de emergência rápida e crítica que tem a capacidade de impactar grandemente a saúde, a nutrição e as áreas clínicas. Estes dispositivos ingeríveis não são invasivos e, portanto, são muito atraentes para os clientes. Com acesso generalizado a smartphones conectados à Internet, os dados produzidos por esta tecnologia podem ser facilmente vistos online, e acessados por usuários e médicos. Os resultados fornecem informações inestimáveis para revelar o estado de saúde intestinal e distúrbios, bem como o impacto de alimentos, suplementos médicos e mudanças ambientais no trato gastrointestinal. Uma característica única de tais sensores é que sua passagem através do lúmen intestinal lhes dá acesso a cada órgão individual do trato gastrointestinal. Portanto, os sensores ingeríveis oferecem a capacidade de coletar imagens e monitorar o fluido luminal e o conteúdo de cada segmento intestinal, incluindo eletrólitos, enzimas, metabolitos, hormônios e comunidades microbianas. Como tal, uma riqueza incrível de conhecimento sobre a funcionalidade e estado de saúde dos indivíduos através de biomarcadores intestinais chave pode ser obtida.

### Histórico
O desenvolvimento de sensores comestíveis começou a ganhar atenção no início do século XXI, com o avanço das tecnologias de microssistemas e materiais biocompatíveis. Inicialmente, os desafios incluíam a criação de componentes eletrônicos que pudessem funcionar em ambientes úmidos e altamente ácidos, como o estômago, e a garantia de que esses dispositivos fossem seguros para consumo humano.

### Principais Componentes
- Monitoramento de Saúde: Podem monitorar continuamente parâmetros vitais, permitindo a detecção precoce de doenças ou condições críticas.
- Nutrição e Digestão: Acompanham a digestão e absorção de nutrientes, ajudando a otimizar dietas personalizadas.
- Medicina Esportiva: Monitoram a hidratação, níveis de eletrólitos e outras métricas importantes para atletas.
- Controle de Doenças Crônicas: Ajudam no monitoramento contínuo de condições como diabetes, fornecendo dados em tempo real para ajustes de tratamento.